# Hockey Club Servette
L'Hockey Club Servette (abbreviato HC Servette) è stata una squadra di hockey su ghiaccio svizzera. Fu fondata nel 1905 con sede a Ginevra ed è stata sciolta nel 1963.

## Cronologia
- 1905-1915: ?
- 1915-1920: 1º livello
- 1920-1921: ?
- 1921-1924: 1º livello
- 1924-1937: ?

## Palmarès

### Competizioni nazionali
Campionato Internazionale: 2 secondi posti
1916-17, 1919-20
 Campionato Nazionale: 1 secondo posto
1916-17